# Trận chung kết Giải vô địch bóng đá thế giới 2002
Trận chung kết Giải bóng đá vô địch thế giới 2002 là trận đấu bóng đá diễn ra ngày 30 tháng 6 năm 2002 tại sân vận động quốc tế Yokohama ở thành phố Yokohama giữa hai đội là Brasil và Đức để xác định nhà vô địch của giải bóng đá vô địch thế giới 2002. Và sau 90 phút đá chính thức, đội Brazil giành chức vô địch với chiến thắng 2–0 nhờ 2 bàn thắng của Ronaldo vào các phút thứ 67 và 79. Đây là lần thứ 5 đội tuyển Brasil giành được chức vô địch của giải bóng đá lớn nhất hành tinh, sau 4 lần vào năm 1958, 1962, 1970 và 1994.

## Chi tiết
| Đức | 0–2      | Brasil           |
| --- | -------- | ---------------- |
|     | Chi tiết | Ronaldo 67', 79' |

| Đức | Brasil |

| TM                      | 1  | Oliver Kahn (c)     |    |     |
| HV                      | 2  | Thomas Linke        |    |     |
| HV                      | 5  | Carsten Ramelow     |    |     |
| HV                      | 21 | Christoph Metzelder |    |     |
| TV                      | 22 | Torsten Frings      |    |     |
| TV                      | 8  | Dietmar Hamann      |    |     |
| TV                      | 16 | Jens Jeremies       |    | 77' |
| TV                      | 17 | Marco Bode          |    | 84' |
| TV                      | 19 | Bernd Schneider     |    |     |
| TĐ                      | 11 | Miroslav Klose      | 9' | 74' |
| TĐ                      | 7  | Oliver Neuville     |    |     |
| Vào thay người:         |    |                     |    |     |
| TĐ                      | 20 | Oliver Bierhoff     |    | 74' |
| TĐ                      | 14 | Gerald Asamoah      |    | 77' |
| TV                      | 6  | Christian Ziege     |    | 84' |
| Huấn luyện viên trưởng: |    |                     |    |     |
| Rudi Völler             |    |                     |    |     |

| TM                  | 1  | Marcos         |    |     |
| HV                  | 3  | Lúcio          |    |     |
| HV                  | 5  | Edmílson       |    |     |
| HV                  | 4  | Roque Júnior   | 6' |     |
| TV                  | 2  | Cafu (c)       |    |     |
| TV                  | 8  | Gilberto Silva |    |     |
| TV                  | 15 | Kléberson      |    |     |
| TV                  | 6  | Roberto Carlos |    |     |
| TĐ                  | 11 | Ronaldinho     |    | 85' |
| TĐ                  | 10 | Rivaldo        |    |     |
| TĐ                  | 9  | Ronaldo        |    | 90' |
| Vào thay người:     |    |                |    |     |
| TV                  | 19 | Juninho        |    | 85' |
| TV                  | 17 | Denílson       |    | 90' |
| Huấn luyện viên:    |    |                |    |     |
| Luiz Felipe Scolari |    |                |    |     |

| Cầu thủ xuất sắc nhất trận: · Ronaldo (Brasil) · Trọng tài chính · Pierluigi Collina (Ý) · Trợ lý trọng tài · Leif Lundberg (Thụy Điển) · Philip Sharp (Anh) · Trọng tài thứ tư: · Hugh Dallas (Scotland) \| Thống kê \| Đức \| Brasil \| \| ------------------------- \| --- \| ------ \| \| Bàn thắng \| 0 \| 2 \| \| Sút bóng \| 12 \| 9 \| \| Sút cầu môn \| 4 \| 7 \| \| Kiểm soát bóng \| 56% \| 44% \| \| Phạt góc \| 13 \| 3 \| \| Lỗi \| 21 \| 19 \| \| Việt vị \| 1 \| 0 \| \| Thẻ vàng \| 1 \| 1 \| \| Thẻ vàng thứ hai & thẻ đỏ \| 0 \| 0 \| \| Thẻ đỏ \| 0 \| 0 \| 1. 2. |     |        |
| Thống kê | Đức | Brasil |
| Bàn thắng | 0   | 2      |
| Sút bóng | 12  | 9      |
| Sút cầu môn | 4   | 7      |
| Kiểm soát bóng | 56% | 44%    |
| Phạt góc | 13  | 3      |
| Lỗi | 21  | 19     |
| Việt vị | 1   | 0      |
| Thẻ vàng | 1   | 1      |
| Thẻ vàng thứ hai & thẻ đỏ | 0   | 0      |
| Thẻ đỏ | 0   | 0      |